# Comités d'organisation (régime de Vichy)
Pour les articles homonymes, voir Comité d'organisation.
Les comités d'organisation sont un ensemble d'instances créées par le régime de Vichy pour contrôler et diriger l'économie française pendant la période d'occupation par l'Allemagne, durant la Seconde Guerre mondiale. D'abord destinés à protéger les intérêts français, ils deviennent rapidement un outil de la collaboration économique.

## Création et fonctionnement
La loi du 16 août 1940 crée les comités d'organisation, chargés d'organiser la production industrielle du pays après l'armistice. Ils sont rapidement placés sous l'autorité supérieure de l'office central de répartition des produits industriels, ou OCRPI, institué par la loi du 10 septembre 1940. Ils sont par là rattachés au Secrétariat d'État à la répartition du Ministère du Commerce et de l'industrie.
Les comités d'organisation, également appelés CO, organisent la « répartition secondaire » entre les différentes entreprises relevant de leur responsabilité des ressources qui leur sont affectées par l'OCRPI, qui assure quant à lui la « répartition primaire ». Cette dernière va, au fil du temps, correspondre de plus en plus aux besoins exclusifs de l'industrie allemande.

## Les différents comités
Le nombre de comités d'organisation, également appelés CO, est très important. On en compte quinze fin 1940, et plus de deux-cents au printemps 1944.

### Comités liés à la musique
Entre 1941 et 1943, trois comités sont créés par le gouvernement de Vichy en vue de contrôler les professions musicales.

- Jean-Pierre Rioux (dir) La vie culturelle sous Vichy, éditions Complexe, 1999.
- Myriam Chimènes (dir) La vie musicale sous Vichy, éditions Complexe, 2001.
- Alan Riding, Et la fête continue : la vie culturelle à Paris sous l'Occupation, éditions Plon, 2005 et Intellectuels et artistes sous l'Occupation, éditions Flammarion, 2013.
- Stéphanie Corcy, La vie culturelle sous l'Occupation, éditions Perrin, 2005.
- Erik Baeck, André Cluytens, itinéraire d'un chef d'orchestre, Éditions Mardaga, 2009.
- Yannick Simon, Composer sous Vichy, éditions Symétrie, 2009.
- Olivier Barrot & Raymond Chirat, La vie culturelle dans la France occupée, éditions Gallimard, 2009.
- Myriam Chimènes, Yannick Simon, La musique à Paris sous l'Occupation   ,  Kindle, 2013.
- Politisches Archiv des Auswärtigen Amts (Archives politiques du ministère allemand des Affaires étrangères), Berlin

Le rôle de ces comités est loin de se contenter de rôles techniques ou organisationnels. Ils appliquent avec rigueur les consignes allemandes relayées par le Gouvernement de Vichy. En particulier, ils mettent en œuvre le décret du 6 juin 1942 qui réglemente,  en ce qui concerne les juifs, les professions d’artiste dramatique, cinématographique ou lyrique. Ce décret précise que « les juifs ne peuvent tenir un emploi artistique dans des représentations théâtrales, dans des films cinématographiques ou dans des spectacles quelconques, ou donner des concerts vocaux ou instrumentaux ou y participer... ». 
Les musiciens considérés comme juifs par les nazis sont répertoriés dans le Lexikon der Juden in der Musik   dont la première version date de 1940 et la troisième et dernière de 1943. (Bernard Hahnefeld Verlag , Berlin ,404 pages en 1943)

#### Comité d'organisation des industries et commerces de la musique
Fondé par décret du 16 mars 1941, ce comité est présidé par René Dommange, avocat, éditeur musical et homme politique. Le comité Dommange dispose en son sein d'un Bureau spécialisé du disque, dirigé par Jean Bérard, directeur de Pathé-Marconi.

#### Comité professionnel des auteurs dramatiques, compositeurs et éditeurs de musique
Dirigé par le compositeur et chef d'orchestre Henri Rabaud, celui-ci est conçu comme un organisme d’État. Il est chargé de percevoir les droits d'auteur.
Ce comité réorganise la SACEM et selon  Jean Mattéoli et Yannick Simon (mission d'étude sur la spoliation des juifs de France : La Sacem et les droits des auteurs et compositeurs juifs sous l'occupation, La Documentation française, décembre 2000), le comité organise systématiquement, à la demande des  Allemands, le séquestre des droits d’auteur considérés comme des biens ennemis. Les sociétaires concernés sont outre les juifs, des Anglais, des Américains et des Russes mais aussi des Français ayant quitté le territoire pour se réfugier, dans la plupart des cas, aux États-Unis. Parmi tous ces sociétaires, certains auraient vraisemblablement été considérés comme juifs s’ils étaient restés en France.
Dès 1940, Les maisons d’éditions musicales appartenant à des juifs sont placées sous administration provisoire dans le cadre de l’aryanisation économique. Les éditeurs juifs n’ont plus le pouvoir de toucher leurs
droits issus de l’édition.

#### Comité d'organisation professionnel de la musique / Comité professionnel de l'art musical et de l'enseignement musical libre de la musique
Baptisé Comité d'organisation professionnel de la musique à sa création en 1941, il est en 1943 remplacé par le Comité professionnel de l'art musical et de l'enseignement musical libre de la musique. Dits comités Cortot, ces deux institutions sont successivement présidées par le pianiste français Alfred Cortot.
Ce comité doit faire respecter les interdictions de représentations. L'interdiction concerne non seulement les artistes et exécutants  juifs, mais aussi leurs œuvres. De plus cette interdiction est étendue à l'Art dégénéré (Entartete Kunst). La théorie était la suivante : l'art héroïque a symbolisé l'art racial pur, la libération de la déformation et de la corruption, alors que les modèles modernes déviaient de la norme prescrite de la beauté classique. Les artistes de races pures ont produit l'art racial pur, et les artistes modernes d'une contrainte raciale inférieure ont produit les travaux qui étaient dégénérés. D'abord appliqué aux arts plastiques, le terme d'art dégénéré est ensuite étendu à la musique (Schönberg, Bartok, et Darius Milhaud par exemple, mais aussi la musique swing).

### Comité d'organisation des entreprises du spectacle (COES)
Le décret du 16 août 1940 confie à sept membres permanents le soin de régler l'activité théâtrale de la nation. Il s'agira essentiellement d'écarter le personnel et les acteurs déclarés de « race juive », de gérer les fonds de fonctionnement des salles de spectacles, de délivrer ou refuser les autorisations de se produire, et de se coordonner avec l'occupant, principalement l'ambassadeur Otto Abetz et son organe de censure, l'Institut allemand.
Le 7 juillet 1941, le ministre Jérôme Carcopino nomme à la présidence du COES l'administrateur de la Comédie-Française Jean-Louis Vaudoyer. Celui ci est remplacé en avril 1942, au changement de gouvernement, par René Rocher.

### Comité d'organisation de l'industrie cinématographique (COIC)
Créé par la loi du 16 août 1940, le COIC a pour vocation de normaliser et contrôler la production cinématographique sous le régime vichyste. Placé sous l'autorité du ministère de l'information, son champ d'action est défini par un texte du 26 octobre 1940 et quelques décrets d'application.

### Comité d'organisation des industries, arts et commerces du livre (COIACL)
Le Comité d'organisation des industries, arts et commerces du livre (COIACL) est créé par un décret du 3 mai 1941 signé par Jérôme Carcopino. Il comprenait quatre secteurs : industries graphiques, librairies, édition, imprimerie. L'une des fonctions du COIACL était la répartition du papier. Le service chargé de ce rationnement du papier était dirigé par Marguerite Donnadieu, alias Duras, qui animait chez elle le cercle de la rue Saint-Benoît en liaison avec le RNPG, groupe de résistance fondé par deux hauts fonctionnaires de Vichy, François Mitterrand et Maurice Pinot. Au comité de lecture, qui votait l'autorisation de délivrer le papier ou la censure, siégeait Dominique Aury, agent de la Résistance infiltré par Jean Paulhan grâce aux accointances passées de celle-ci avec la Jeune Droite maurassienne et l'Action française.

### Comité d'organisation de l'industrie textile (COIT) et Comité d'organisation des soies et rayonnes (COSR)
Le Comité d'organisation des industries textiles (COIT) participe à la mise au point des différents accords franco-allemands en matière de textile, les plans « Kehrl » et « Grüber ». Il existe plusieurs départements, dont le département « fibres artificielles », dirigé par Ennemond Bizot, également président du conseil d'administration de France-Rayonne.
Le Comité d'organisation des soies et rayonnes participe lui aussi à la mise au point de ces accords, avec Jean Barioz à la tête de la branche « soie ».

### Comité d'organisation de l'industrie aéronautique (COIA)
Il a à sa tête le général Bergeret, également secrétaire d'État à l'aviation au sein du gouvernement de Vichy. Il participe à la mise au point - en fait, acquiesse purement et simplement aux exigences allemandes - du programme franco-allemand de construction aéronautique, ratifié le 28 juillet 1941.

### Comité d'organisation de l'automobile et du cycle (COAC ou COA)
Le COA est créé le 30 septembre 1940. Il est dirigé par François Lehideux, et constitue l'interlocuteur privilégié du Generalbevollmächtigte für das Kraftfahrwesen (GBK), office allemand chargé de l'organisation de l'industrie automobile. Toutefois, le contrôle exercé par le COA est limité, puisque 85 % des commandes automobiles passées se font directement entre le GBK et les constructeurs automobiles français,.

### Comité d'organisation du bâtiment et des travaux publics (COBTP)
Il est présidé par Octave Rousseau, et on compte notamment parmi ses membres Gaston Haelling et Lucien Pitance. Ce dernier est contraint de quitter le COBTP lorsqu'en septembre 1942 il est interné à la prison Montluc à Lyon, pour ses fortes résistances face aux réquisitions de main-d'œuvre par les Allemands.

## Mode de fonctionnement
Les comités d'organisation se font le relai des instructions du gouvernement de Vichy. Par exemple, Pierre Laval leur adresse le 2 juillet 1942 une ordonnance leur demandant de relayer ses instructions auprès des entreprises que chacun des comités d'organisation coordonne pour améliorer le rendement de la relève.